# Xenopeltis hainanensis
Espèce
Synonymes
- Xenopeltis hainanensis jidamingae Zhao, 1995

Statut de conservation UICN

 LC  : Préoccupation mineure
Xenopeltis hainanensis est une espèce de serpents de la famille des Xenopeltidae.

## Répartition
Cette espèce se rencontre :
- en Chine dans les provinces de Hainan, du Guangdong, du Guangxi, du Hunan, du Jiangxi, du Fujian et du Zhejiang ;
- au Viêt Nam.

## Taxinomie
La sous-espèce Xenopeltis hainanensis jidamingae a été placée en synonymie avec Xenopeltis hainanensis par Kizirian, Nguyen, Eriksson et Vora en 2003.

## Étymologie
Son nom d'espèce, composé de hainan et du suffixe latin -ensis, « qui vit dans, qui habite », lui a été donné en référence au lieu de sa découverte, l'île de Hainan.

## Publication originale
- Zhao, 1972 : Key to Chinese snakes. Materials for Herpetological Research, Chengdu, vol. 1.